# Lahar
Lahar er et indonesisk ord for vulkansk mudderstrøm. En lahar kan forekomme ved en vulkan i udbrud når kratersøen tømmes. En lahar kan være meget ødelæggende, da den har konsistens som cement, flydende når den er i bevægelse, fast når den er stoppet. En lahar kan være enorm som den lahar der blev dannet af Mount Rainier i USA for 5.600 år siden med et samlet muddervolumen på 2,3 kubikkilometer.
Armero-ulykken. Den 13. november 1985 gik vulkanen Nevado del Ruiz (Colombia) i udbrud og forårsagede en voldsom lahar, der hurtigt dækkede byen Armero i mudder og dræbte over 23.000 og kvæstede over 5.000 indbyggere. Det var det andet værste vulkanudbrud i det 20. århundrede, kun overgået af Mount Pelée's udbrud i 1902. På basis af Armero-ulykken kunne man bl.a. konkludere at et relativt lille udbrud af en sne- og isdækket vulkan kan give anledning til en katastrofal lahar, der kan have voldsomme følger så langt væk som 100 km fra vulkanen.
Tangiwai-ulykken. Juleaften 1953 forårsagede et udbrud af vulkanen Mount Ruapehu på New Zealand en lahar der ødelagde en jernbanebro over floden Whangaehu. Få minutter efter styrtede et eksprestog i floden og 151 personer blev dræbt.
Mount Pinatubo-ulykken. På trods af omfattende evakueringer blev 1500 personer dræbt af lahars forårsaget af et stort udbrud af Pinatubo på Filippinerne i 1991. 
Casita-ulykken. Uden forvarsel blev to byer El Porvenir og Rolando Rodriguez i Nicaragua totalt dækket af mudder på mindre end 3 minutter som følge af et udbrud af vulkanen Casita. 2.500 mennesker mistede livet. Denne lahars volumen anslås at være 200.000 kubikmeter mudder.
Flere vulkaner i verden anses for meget farlige på grund af lahar-risiko. Det gælder f.eks. Mount Rainier i USA, Mount Ruapehu i New Zealand og Galunggung i Indonesien, og advarselssystemer er blevet iværksat ved flere vulkaner.

## Eksterne links
- Case studies of historical lahars Arkiveret 24. august 2007 hos  Wayback Machine
- Deadly Lahars from Nevado del Ruiz Arkiveret 24. august 2007 hos  Wayback Machine
- Lahars and Pyroclastic Flows
- Mount Rainier Lahar Warning System Arkiveret 19. januar 2008 hos  Wayback Machine

- Wikimedia Commons har flere filer relateret til Lahar

| Geologi | Spire Denne artikel om geologi er en spire som bør udbygges. Du er velkommen til at hjælpe Wikipedia ved at udvide den. |